# Comayagua
Comayagua är en stad i Honduras. Den var huvudstad i många år under 1800-talet, innan man 1880 slutligen bestämde sig för Tegucigalpa.
Compayagua är centralort för departementet med samma namn.